# Farberhaltende Konservierungsmethode
Unter einer farberhaltenden Konservierung versteht man in der Präparationstechnik eine Fixierung, welche entweder die Farben annähernd naturgetreu erhält oder die Farben nach der Fixierung annähernd naturgetreu wiederherstellt.

## Methoden für Feuchtpräparate
Um Feuchtpräparate farberhaltend zu fixieren, sind die Lösungen nach Jores, Kaiserling und Romhányi üblich. Diese Fixierlösungen verwenden eine Fixierlösung (I-Lösung), eine Restitutionslösung zur Farbwiederherstellung und eine Aufbewahrungslösung (II-Lösung). Darüber hinaus wurden unzählige Modifikationen dieser Lösungen entwickelt, als Beispiel die Romhányi-Lösung nach SCHMIDT, welche – im Gegensatz zu der ursprünglichen Lösung – kein hochgiftiges Nikotin mehr enthält.

### Jores-Lösung
Die Jores-Lösung wurde von Leonhard Jores 1896 beschrieben und gehört heute zu den gebräuchlichsten Fixierlösungen für Feuchtpräparate.

#### Jores-I-Lösung
| 1000 ml destilliertes Wasser 50–115 g Karlsbader Salz 50 g Chloralhydrat 50 ml Formalin (konzentriert) |

Es ist darauf zu achten, dass die Präparate nicht zu lange in der Fixierlösung verbleiben, da sie auch hier ihre Farbe wieder verlieren können. Die Farbwiederherstellung erfolgt durch wässern mit Leitungswasser (ca. 6 bis 10 Stunden).

#### Jores-II-Lösung
| 1000 ml destilliertes Wasser 200 ml Glycerin 100 g Kaliumacetat |

### Kaiserling-Lösung
Die Kaiserling-Lösung ist in der Anatomie ebenso üblich, wie die Jores-Lösung. Sie wurde von Carl Kaiserling erstmals 1896 beschrieben.

#### Kaiserling-I-Lösung
| Fettreiche und blutreiche Organe                                                                  | Alle übrigen Organe                                                              |
| ------------------------------------------------------------------------------------------------- | -------------------------------------------------------------------------------- |
| 4000 ml destilliertes Wasser 800 ml Formalin (konzentriert) 200 g Kaliumacetat 100 g Kaliumnitrat | 4000 ml destilliertes Wasser 800 ml Formalin 85 g Kaliumacetat 45 g Kaliumnitrat |

Mindestzeiten für Fixierung:
| Organ            | Zeit              |
| ---------------- | ----------------- |
| Magen und Darm   | 6 bis 24 Stunden  |
| Knochen          | 24 bis 36 Stunden |
| Nieren und Herz  | 2 bis 4 Tage      |
| Lunge und Milz   | 4 bis 6 Tage      |
| Leber und Gehirn | 12 Tage           |

Die Farbwiederherstellung findet in 80 % Ethanol statt und soll so lange erfolgen, bis die Farben am stärksten hervortreten, nachdem sie kurz mit Leitungswasser abgespült wurden. Länger als 6 Stunden sollten die Organe jedoch auf keinen Fall in Ethanol verbleiben. Nach der Entnahme aus dem Ethanol werden die Organe wieder kurz gespült.

#### Kasierling-II-Lösung
| Lösung A für blutreiche Organe:                                 | Lösung B für harte Organe:*                                     |
| --------------------------------------------------------------- | --------------------------------------------------------------- |
| 9000 ml destilliertes Wasser 200 g Kaliumacetat 300 ml Glycerin | 9000 ml destilliertes Wasser 600 g Kaliumacetat 300 ml Glycerin |

## Romhányi-Lösung
Die Romhányi-Lösung ist eigentlich eine Konservierungslösung beziehungsweise Aufbewahrungslösung, was bedeutet, dass das Organ lediglich in seiner ursprünglichen Form erhalten wird. Eine Fixierung kann mit dieser Lösung durchgeführt werden, indem man dem Rezept Formalin zusetzt. Die Farbwiederherstellung (Hämochromogenreaktion) kann mit dieser Lösung sogar mit bereits jahrelang Formalin-fixiertem Material durchgeführt werden. Die ursprüngliche Lösung enthält hochgiftiges Nikotin, welches durch Modifikation ersetzt werden konnte. Diese modifizierte Lösung setzt sich wie folgt zusammen:
| 1000 ml destilliertes Wasser 30 ml Formalin (konzentriert) 7 ml Pyridin (konzentriert) 5 g Salpeter 20 g Natriumhydrogensulfit |

Prinzipiell (bei allen vorher genannten Lösungen) erfordert der Verbleib der fertigen Präparate eine Überwachung, da sie nicht trockenfallen dürfen. Darüber hinaus ist die Lösung zu wechseln, wenn sich diese verfärbt. Die Präparate werden zur Darstellung in einem Präparateglas oder Präparatekasten montiert.

## Methoden für ganze Leichname
Um ganze Leichname farberhaltend zu konservieren, sind derzeit so genannte Salzfixierungen üblich. Diese bestehen größtenteils aus Glyzerin, Ethanol und Salz. Um auch weiterhin härtende und eine bakterizide Eigenschaften zu besitzen, enthalten diese Lösungen darüber hinaus oft relativ geringe Mengen Formaldehyd und z. B. niedermolekulares Polyethylenglycol. Verwendet werden diese fixierten Körper vorwiegend in Weiterbildungskursen im Bereich der Chirurgie und sie können für Präparierkurse verwendet werden. Ihr besonderer Vorteil liegt darin, dass sie durch die Farberhaltung näher an der Realität liegen, also eine realistischere Differenzierung der Gewebe und Organe möglich ist. Ein weiterer Vorteil – welcher besonders hervorgehoben wird – ist, dass ihre Beweglichkeit wesentlich näher an einem realen Körper liegt. Dadurch ergibt sich die Möglichkeit ohne Gefahr für einen lebenden Patienten extrem naturgetreu chirurgische Eingriffe zu üben bzw. annähernd lebensecht an Körperspendern die makroskopische Anatomie zu erlernen.